# HMS Barham (04)
Pour les articles homonymes, voir Barham (homonymie).
Pour les autres navires du même nom, voir HMS Barham.
Le HMS Barham (Pennant number 04) était un cuirassé de classe Queen Elizabeth, appartenant à la Royal Navy, baptisé du nom de l'amiral Charles Middleton, 1er baron Barham, construit aux chantiers navals John Brown & Company à Clydebank, en Écosse. Il fut lancé en 1914 et participa aux deux conflits mondiaux. Il explosa et coula en Méditerranée en novembre 1941 à la suite d'un torpillage par l'U-331 allemand, seul des cinq navires de sa classe à avoir été coulé.

## Service
Durant la Première Guerre mondiale, en 1915, il entra en collision avec son navire-jumeau le HMS Warspite. En 1916, il était le navire amiral de l'amiral Hugh Evan-Thomas commandant la 5e escadre, et fut temporairement attaché à la flotte de croiseurs de bataille de l'amiral David Beatty lors de la bataille du Jutland où il fut touché à cinq reprises et tira 337 obus.
Durant la grève générale de 1926 au Royaume-Uni, il fut envoyé avec le HMS Ramillies sur la Mersey pour acheminer de la nourriture. Dans l'entre-deux-guerres, il fut moins complètement modifié que ses navires-jumeaux. Parmi ses commandants on compte Percy Noble.
Durant la Seconde Guerre mondiale, il opéra dans l'Atlantique et en Méditerranée. En décembre 1939, alors qu'il se trouvait en mer au nord des îles Britanniques, il fut endommagé par une torpille tirée par un sous-marin allemand, le U-30.

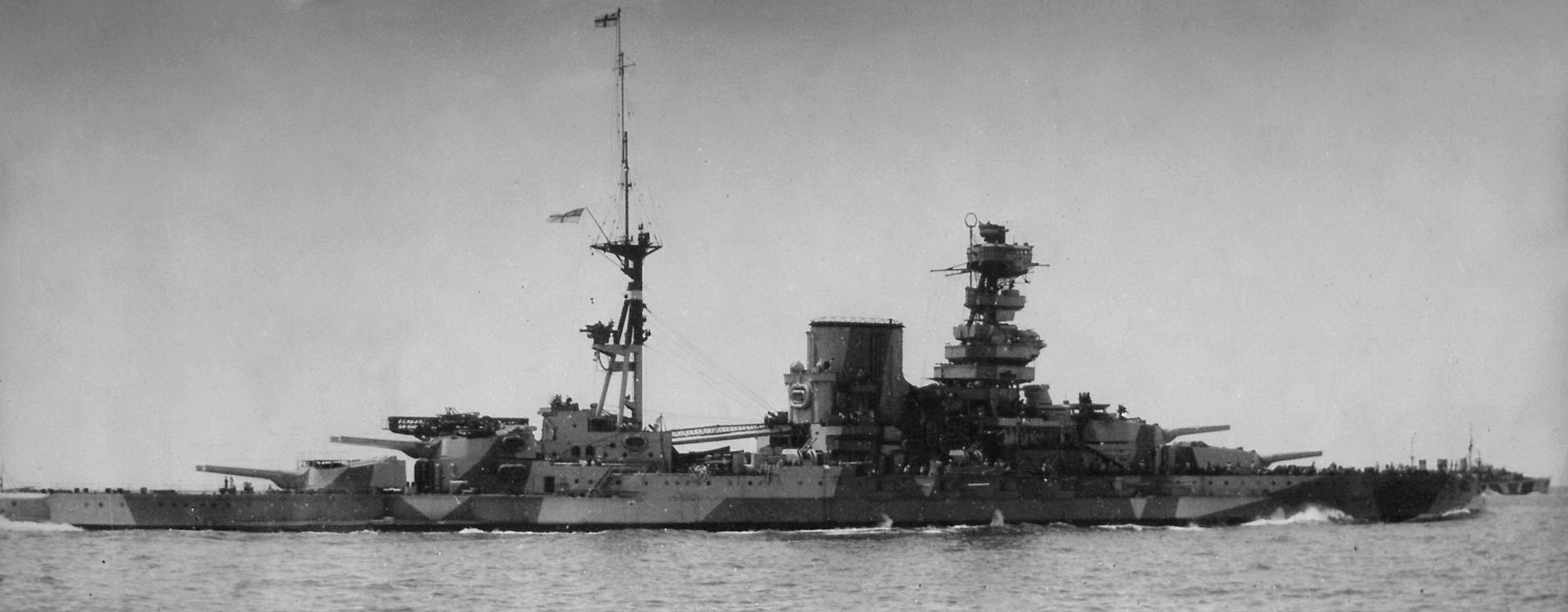
Le Barham en Méditerranée.

En  septembre 1940, il participa à l'opération Menace, une attaque navale britannique sur Dakar au Sénégal, couplée à un débarquement de troupes de la France libre. Le HMS Barham y engagea le cuirassé français Richelieu. Le 25 septembre 1940, le Richelieu toucha le Barham avec un obus de 152 mm. Le même jour, le sous-marin français Bévéziers toucha le cuirassé HMS Resolution avec une torpille. L'opération Menace fut abandonnée. Le Barham rejoignit alors la Force H à Gibraltar, et prit part à plusieurs convois vers Malte.
À la fin de 1940, le Barham rejoignit la Mediterranean Fleet, il prit part à la bataille du cap Matapan en mars 1941 et à l'évacuation de Crète en mai où il fut bombardé.
Le 21 avril 1941, sous le commandement de l'amiral Andrew Cunningham, le Barham attaqua le port de Tripoli de conserve avec les cuirassés Warspite et Valiant ainsi que le croiseur léger Gloucester et plusieurs destroyers.

## Destruction

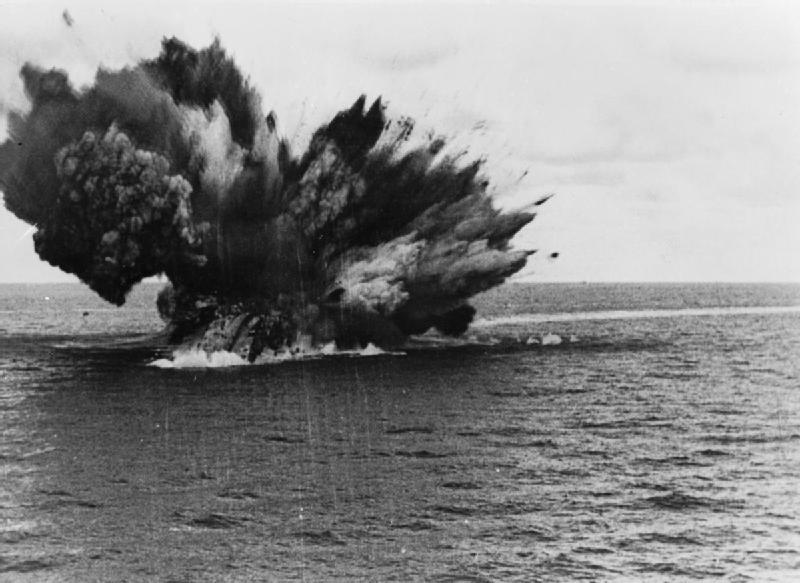
La soute à munition du Barham explose le 25 novembre 1941.

Le 25 novembre 1941, alors qu'il croisait pour couvrir une attaque sur des convois italiens, le Barham fut touché par trois torpilles tirées par le sous-marin allemand U-331, commandé par le lieutenant Hans-Diedrich von Tiesenhausen. Les torpilles furent tirées à seulement 700 mètres prévenant toute possibilité d'esquive. Elles frappèrent le navire de façon si rapprochée qu'elles soulevèrent une seule et massive colonne d'eau. Alors qu'il gîtait fortement à bâbord, sa soute à munition explosa, précipitant l'enfoncement du navire et la perte de plus des deux tiers de l'équipage.
Une commission d'enquête de la Royal Navy évalua que l'explosion de la soute à munition avait été déclenchée par l'explosion en masse de munitions anti-aériennes de 4 pouces entreposées dans les passages d'ailes à côté des magasins principaux, celles-ci avait à son tour déclenché l'explosion du magasin principal. L'expérience d'attaques aériennes prolongées, lors d'opérations précédentes, avait démontré que la capacité des magasins de munitions anti-aériennes était insuffisante, ce qui expliquait que des munitions supplémentaires étaient stockées dans tous les espaces vides disponibles.

## Conséquences
L'Amirauté fut immédiatement avertie de la perte du navire. Toutefois, elle apprit également dans les heures qui suivirent que le Haut commandement allemand ignorait tout du naufrage. Y voyant une occasion d'intoxiquer les Allemands et de préserver le moral des Britanniques, l'Amirauté censura toutes information concernant la perte du Barham et de ses 861 membres d'équipage.
Après plusieurs semaines, le Ministère de la guerre décida d'informer les familles des disparus de la perte du navire, mais sous condition de secret. Les lettres de notifications contenaient une mise en garde dissuadant de discuter de cette perte avec qui que ce soit d'autre que la famille proche, énonçant qu'il était « tout à fait essentiel que l'information concernant l'évènement qui a conduit à la mort de votre mari ne parvienne pas à l'ennemi avant qu'il ne soit officiellement annoncé… »
À la fin de janvier 1942, le Haut Commandement allemand avait compris que le Barham avait disparu. L'Amirauté britannique informa la presse le 27 janvier 1942 et expliqua la raison qui l'avait poussée à dissimuler cette information.

## Divers
Lors d'une séance de spiritisme à Portsmouth fin novembre 1941, Helen Duncan une médium de Callander en Écosse, annonça qu'elle était entrée en contact avec un marin mort qui lui avait révélé que le Barham avait été récemment coulé. Duncan ne fut pas inquiétée à la suite de cet incident, mais en 1944 elle fut arrêtée durant une séance et condamnée au titre de la Loi sur les sorciers de 1735 à 9 mois de prison.
Le naufrage du Barham fut filmé ; l'explosion est l'une des plus puissantes explosions non-nucléaire jamais filmées. Ce film a été réutilisé plusieurs fois dans des documentaires et dans des films notamment Les soucoupes volantes attaquent, où il était présenté comme un destroyer américain, Task Force (en tant que porte-avion japonais), et La Bataille d'Okinawa où il incarne le Yamato.